# Zombie Apocalypse
Zombie Apocalypse är ett spel utvecklat av Nihilistic Software och publicerat av Konami år 2009. Spelet som har ett starkt zombie-tema påminner bl.a. om Robotron 2084 och finns till Playstation 3 och Xbox 360.